# Œuvres architecturales du XXe siècle de Frank Lloyd Wright
Les œuvres architecturales du XXe siècle de Frank Lloyd Wright sont un ensemble de huit bâtiments conçus par l'architecte américain Frank Lloyd Wright et qui forment depuis juillet 2019 un bien culturel du patrimoine mondial de l'UNESCO. Il s'agit de Taliesin West en Arizona, la Hollyhock House en Californie, la Robie House et l'Unity Temple dans l'Illinois, le musée Solomon R. Guggenheim dans l'État de New York, la Maison sur la cascade en Pennsylvanie ainsi que Taliesin et Jacobs I dans le Wisconsin.